# Traditio clavium

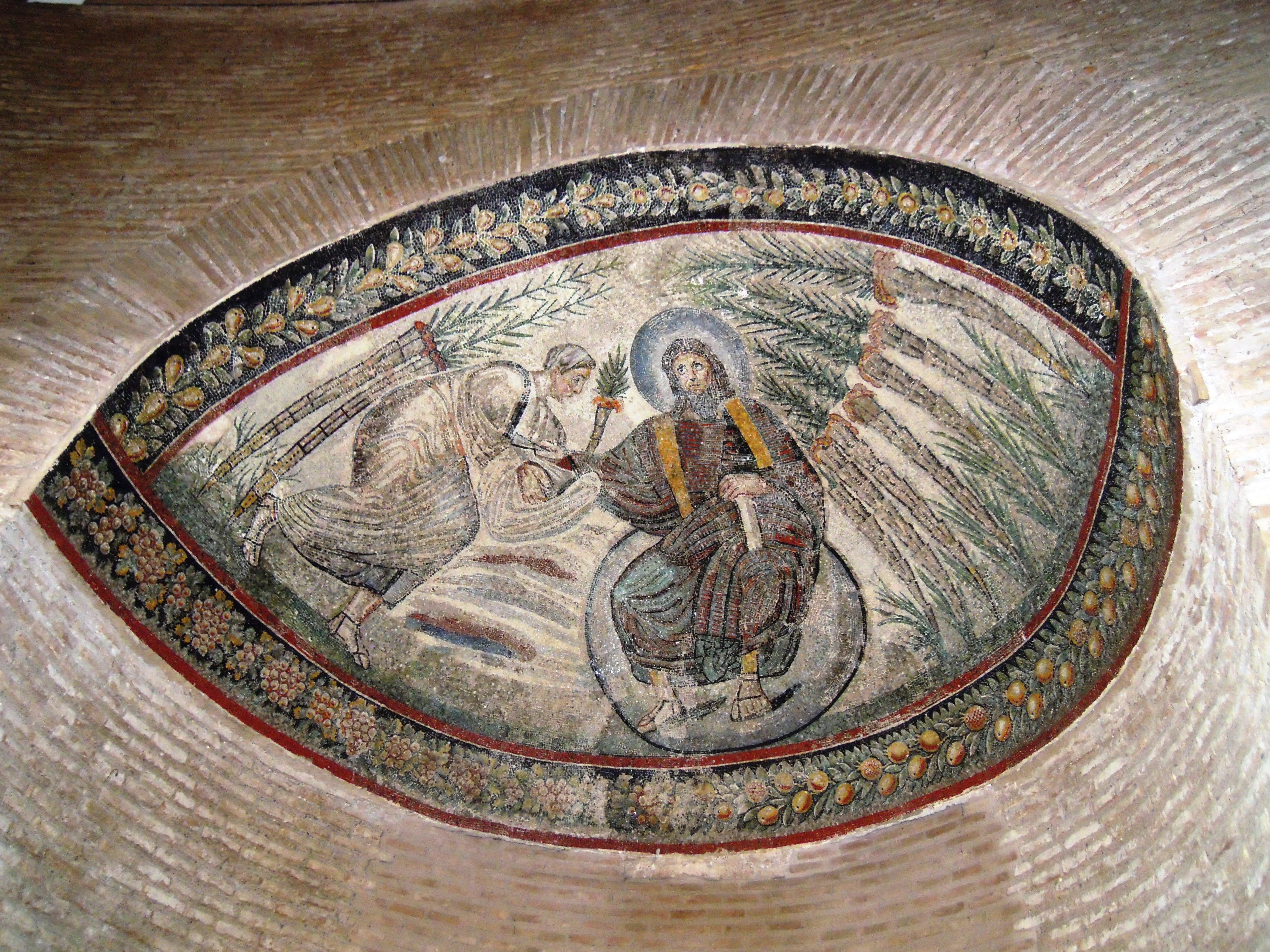
Mosaico del Mausoleo di Santa Costanza con la raffigurazione della tradizio clavium

La traditio clavium, consegna della chiavi, è uno dei temi presenti nell'arte paleocristiana. È la raffigurazione della consegna a San Pietro delle chiavi da parte di Gesù. Questa raffigurazione vuole rappresentare il primato della chiesa di Roma.
Una raffigurazione è presente nelle decorazioni delle nicchie maggiori del Mausoleo di Santa Costanza.

Il riferimento nei Vangeli è Matt. 16: 13–20, là dove Gesù dice: 